# Arhuaco ica
Arhuaco ica är en fjärilsart som beskrevs av Adams och Bernard 1977. Arhuaco ica ingår i släktet Arhuaco och familjen praktfjärilar. Inga underarter finns listade i Catalogue of Life.